# Ховар Бьоко
Ховар Бьоко или известен на български още като Ховард Беко (на норвежки: Håvard Bøkko [hoːʋar bøku]; роден на 2 февруари 1987 г. в Хьонефос) е норвежки състезател по бързо пързаляне с кънки. Олимпийски шампион в отборното преследване от зимните олимпийски игри в Пьонгчанг през 2018 г.. Бронзов медалист от
Ванкувър през 2010 г. на 1500 м.
Брат – Хеге Бьоко.

## Биография
Дебютира на Олимпийските игри през 2006 година. Участва на две дистанции. На 1500 м пада и се отказва, в отборното преследване е 4-ти.
Бьоко печели първата си победа в Световната купа на 2 декември 2007 година в руския Коломна, побеждавайки на 10000 метра.
На Олимпийските игри през 2010 във Ванкувър печели бронз на 1500 метра, става 4-ти на 5000 м, 5-и на 10000 м и 4-то място в отборното преследване.
През 2011 става световен шампион на 1500 м
Печели три пъти Световната купа, през 2008 и 2010 години в генералното класиране на 5000 и 10000 м, а през 2012 и на 1500 м.
През 2012 година става бронзов медалист на световното първенство на 1500 м.

## Лични рекорди
- 500 метра – 35.85 (18.10.2016,  Хамар)
- 1000 метра – 1:08.42 (13.12.2009,  Солт Лейк Сити)
- 1500 метра – 1:42.67 (6.03.2009,  Солт Лейк Сити)
- 3000 метра – 3:39.28 (28.02.2009,  Солт Лейк Сити)
- 5000 метра – 6:09.94 (7.03.2009,  Солт Лейк Сити)
- 10000 метра – 12:53.89 (13.02.2011,  Калгари)

## Успехи
Олимпийски игри:
- Шампион (1): 2018
- Бронзов медал (1): 2010

Световно първенство:
- Шампион (1): 2011
- Сребърен медал (6): 2008, 2009, 2011, 2016
- Бронзов медал (1): 2012

Европейско първенство:
- Сребърен медал (2): 2008, 2009
- Бронзов медал (4): 2006, 2012, 2013, 2014

Световна купа:
- Носител (3): 2008, 2010, 2012

Световно първенство за юноши:
- Шампион (1): 2006
- Бронзов медал (1): 2005

### Олимпийски игри
| Олимпиада      | 500 м. | 1000 м. | 1500 м.   | 5000 м. | 10000 м. | Масов старт | Отборно преследване |
| -------------- | ------ | ------- | --------- | ------- | -------- | ----------- | ------------------- |
| 2006 Торино    | -      | -       | Отказване | -       | -        | -           | 4-то                |
| 2010 Ванкувър  | -      | 19-о    | Бронз     | 4-то    | 5-о      | -           | 4-то                |
| 2014 Сочи      | -      | 19-о    | 6-о       | 9-о     | -        | -           | 5-о                 |
| 2018 Пьонгчанг | -      | -       | -         | 18-о    | 11-о     | -           | Злато               |